# Abuelos
Abuelos (també comercialitzada com @buelos, nunca es tarde para emprender) és una pel·lícula de comèdia dramàtica espanyola coescrita i dirigida per Santiago Requejo en el que era la seva opera prima, en la que crida l'atenció la situació laboral de les persones majors de 50 anys. Fou protagonitzada per Carlos Iglesias amb Ramón Barea i Roberto Álvarez, i fou estrenada l'11 d'octubre de 2019.

## Sinopsi
Isidro Hernández és un aturat de 59 anys que va perdre el treball durant la crisi del 2008. Després de dos anys sense rebre ofertes de treball arriba a la conclusió que l'única manera de tornar a treballar i sentir-se útil és muntant el seu propi negoci. Però què pot emprendre algú de la seva edat a qui la societat relega simplement a cura dels seus nets? Amb l'ajuda d'Arturo, un reeixit escriptor de novel·les romàntiques, i de Desiderio, un jubilat amb ganes de ser avi, s'embarcaran en l'ambiciós projecte d'intentar muntar una llar d'infants. Per a desenvolupar-ho, els tres amics s'endinsaran en un 'coworking' replet de joves, on hauran de treure l'emprenedor que porten dins.

## Repartiment
- Carlos Iglesias... Isidro Hernández
- Roberto Álvarez	...	Arturo
- Ramón Barea	...	Desiderio
- Mercedes Sampietro...	Teresa
- Clara Alonso...	Violeta
- Ana Fernández	...	Amalia
- Eva Santolaria	...	Lola
- Raúl Fernández de Pablo	...	Bruno
- Javier Lorenzo	...	Carlos

## Nominacions i premis
Va guanyar el premi de l'audiència al XVI Festival de Cinema de Comèdia de Tarassona i el Moncayo, i el premi Ciudad de Tudela a la millor pel·lícula al XX Festival Ópera Prima de Tudela. Al Festival Internacional de Cinema Sota la Lluna - Islantilla Cinefórum va guanyar el premi al millor actor, al millor director i a la millor música original.
A les Medalles del Cercle d'Escriptors Cinematogràfics de 2019 fou nominada al millor director revelació i va rebre el Premi a la Solidaritat. Als XXV Premis Cinematogràfics José María Forqué fou nominada al premi al Cinema i Edudació en valors.